# Statue dans le parc de Versailles
La Statue dans le parc de Versailles est une peinture à l'huile sur bois (34,3 × 26,5 cm) de Giovanni Boldini, peintre italien installé à Paris. Estimée datée de 1895, l'œuvre est aujourd'hui dans une collection privée.

## Origines
Boldini représente la Vénus sortant du bain, dite Vénus Richelieu, une sculpture du XVIIe siècle de Pierre Le Gros l'aîné située dans l'allée royale du parc de Versailles que rythment douze statues et autant de grands vases en marbre. Le peintre revient sur les lieux qu'il fréquentait vingt ans plus tôt, fasciné par le marbre dont le soleil faisait éclater la blancheur. La splendeur passée a laissé la place à la mélancolie s'étendant sur le château et le parc représentés en automne.

## Analyse
Le marbre reflétant le roussissement des arbres prend par endroit la couleur de la chair. Un tourbillon de vent, matérialisé par la touche vibrante du pinceau, soulève et fait tourner les feuilles devant et autour de la statue. L'automne trace ainsi un parallèle entre la nature et l'histoire : il est le symbole du déclin de la monarchie et, avec elle, des fastes de Versailles.